# Margaret FitzGerald
Margaret Fitzgerald, contessa di Ormond (... – Kilkenny, 9 agosto 1542), è stata una nobildonna irlandese.

## Biografia
Nacque in Irlanda, figlia di Gerald FitzGerald, VIII conte di Kildare, e della sua prima moglie Alison FitzEustace, figlia di Rowland FitzEustace, I barone Portlester.
Suo padre era il Lord premier in Irlanda ed è stato anche Lord Deputy d'Irlanda durante il regno dei re inglese: Edoardo IV, Edoardo V, Riccardo III, Enrico VII e di Enrico VIII.

## Matrimonio
Nel 1485 sposò Piers Ruadh Butler, figlio di Sir James Butler di Polestown e di Sabh Kavanagh. Fu un matrimonio politico, organizzato con lo scopo di porre fine alla lunga rivalità tra le due famiglie.
Ebbero nove figli:
- James Butler, IX conte di Ormond (1496 - 28 ottobre 1546), sposò Lady Joan Fitzgerald, ebbero figli;
- Richard Butler, I cisconte Mountgarret (1500 - 20 maggio 1571), sposò Eleanor Butler, ebbero figli;
- Thomas Butler, sposò Joan Sutton, ebbero figli;
- Edmund Butler (? - 1551), arcivescovo di Cashel;
- Catherine Butler (? - 17 marzo, 1553), sposò in prime nozze Richard Power, I Barone Le Power e Coroghmore, ebbero figli, in seconde nozze James Fitzgerald, XIV conte di Desmond;
- Margaret Butler, sposò in prime nozze Richard de Burgh "MacWilliam", ebbero figli, sposò in seconde nozze Barnaby Fitzpatrick, I barone di Ossory, ebbero figli, e in terze nozze Thomas Fitzgerald, ebbero due figlie;
- Joan Butler, sposò James Butler di Dunboyne, ebbero figli;
- Eleanor Butler (? - 1550), sposò Thomas Butler, I barone Cahir, ebbero figli;
- Helen Butler (? - 2 luglio 1597), sposò Donough O'Brien, II conte di Thomond, ebbero figli.

## Contessa di Ormond
La contea di Ormond è stato riportata a Piers il 22 febbraio 1538, dopo che Thomas Boleyn, la cui figlia, la regina Anna Bolena, era stata giustiziata per alto tradimento nel 1536.
Margaret si occupò in materia giuridica per quanto riguarda la sua famiglia e le proprietà Ormond. Lavorò, con il marito, allo sviluppo della tenuta e alla ricostruzione delle case padronali. Esortò il marito di assumere abili tessitori provenienti dalle Fiandre e contribuì a creare industrie per la produzione di tappeti, arazzi e pannolini (un tipo di stoffa). Ricostruirono Gowran Castle, che era stato costruito nel 1385 da James Butler, III conte di Ormond.

## Morte
Suo marito morì nel 1539. Margaret morì il 9 agosto 1542 e fu sepolta nella Cattedrale di Canice, a Kilkenny, accanto al marito.